# Aksel Jensen (direktør)
 Der er flere personer med dette navn, se Aksel Jensen.
Aksel Jensen (født 24. november 1895 i Aalborg, død 9. marts 1979) var en dansk civilingeniør og direktør.
Han var søn af gårdejer Poul Jensen (død 1945) og hustru Marie født Sindahl (død 1931), blev exam.polyt. 1914, cand.polyt. 1920 og samme år ansat som ingeniør i Dansk Sojakagefabrik A/S. Han var på orlov 1927-28 som Fellow of The American Scandinavian Foundation for at studere amerikansk slagteri- og olieindustri ved Armour and Company, Chicago, blev overingeniør i Dansk Sojakagefabrik A/S 1947, underdirektør 1949 og var direktør fra 1951 til 1961. 
Jensen blev gift 22. maj 1931 med Karen Albrethsen (26. oktober 1904 i København - 1971), datter af afdelingschef Frederik Albrethsen (død 1936) og hustru Mary født Møhl (død 1945). 